# 曼德尔施塔姆环形山
曼德尔施塔姆环形山(Mandelʹshtam)是月球背面赤道区一座古老的大撞击坑，约形成于前酒海纪，其名称取自白俄罗斯-犹太籍苏联物理学家列昂尼德·伊萨科维奇·曼德尔施塔姆(Leonid Isaakovich Mandelʹshtam，1879年-1944年)，1970年被国际天文联合会正式批准接受。

## 描述

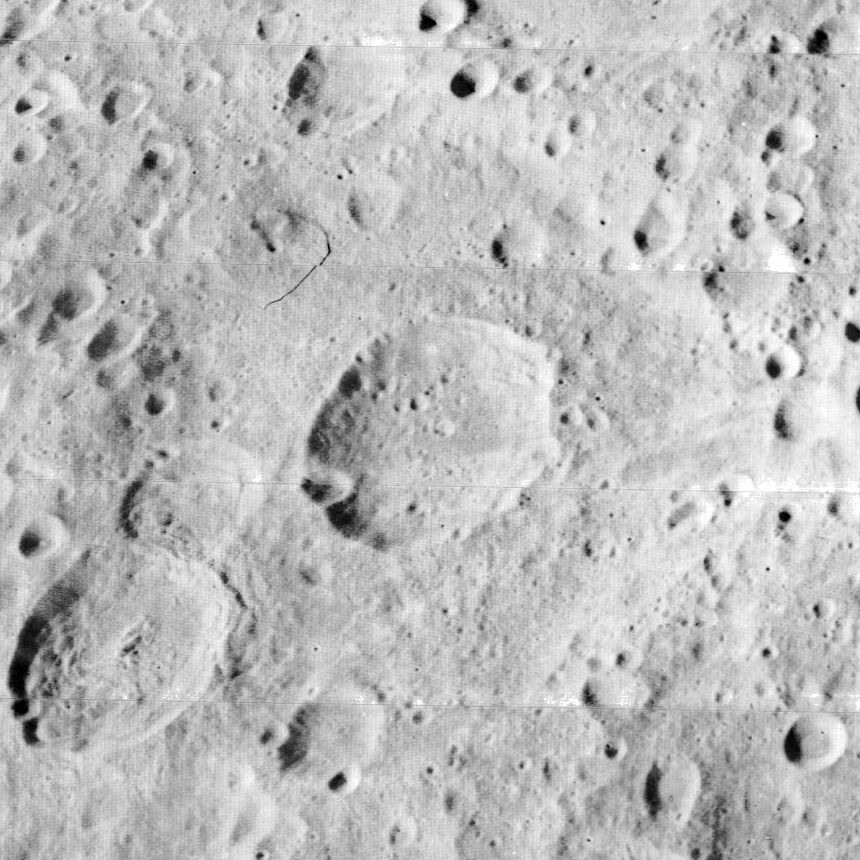
月球轨道器1号拍摄的图像，曼德尔施塔姆环形山的中央是卫星坑"曼德尔施塔姆 A"，左下侧是较小的"曼德尔施塔姆 R"坑，它重叠在东北更小的"曼德尔施塔姆 T"的西南边缘上。

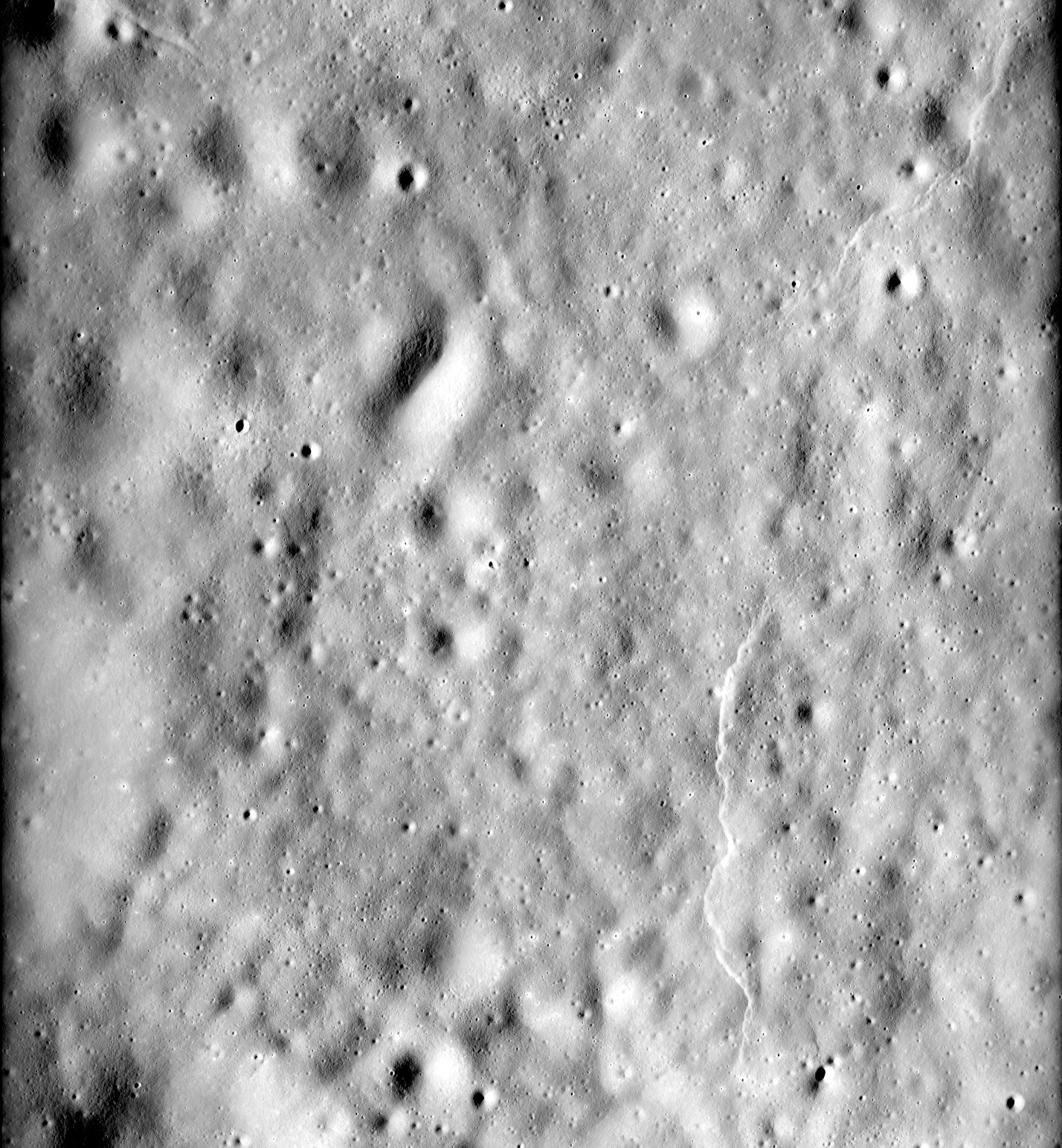
曼德尔施塔姆环形山内地表，右侧显示了典型的高地陡坡。阿波罗16号拍摄。

该陨坑西北偏西紧邻米尔斯陨石坑；东北与帕帕列克西环形山相连；迪费陨石坑位于它的西侧，南面则横亘着芬宁·梅因纳斯环形山。该环形山的中心月面坐标为5°42′N 162°23′E / 5.7°N 162.39°E，直径181.9公里，深度3公里。
由于存续时间漫长，曼德尔施塔姆环形山的外壁几乎已完全损毁，仅在表面留下一圈不规则的隆起，大部分坑壁已碎裂成裂缝、陨坑和山脊。西南侧横跨着卫星坑"曼德尔施塔姆 R"，而北端则覆盖着卫星坑"曼德尔施塔姆 Y"。
坑内地表同样也受到轰击侵蚀，坑底中部坐落着尺寸可观的卫星坑"曼德尔施塔姆 A"，西南偏南内侧壁上重叠着"曼德尔施塔姆 N"；西北和东南尖角处表面相对平坦，所遭受的撞击破坏远小于其它地区。
小卫星坑"曼德尔施塔姆 F"东面有一处微弱的射纹系统，其散播的射纹束覆盖了曼德尔施塔姆环形山的坑底。

## 卫星陨石坑
按惯例，最靠近曼德尔施塔姆环形山的卫星坑在月图上以字母标注在该坑中心点的旁边。
| 曼德尔施塔姆 | 纬度   | 经度     | 直径    |
| ------------ | ------ | -------- | ------- |
| A            | 5.7° N | 162.4° E | 64 公里 |
| F            | 5.2° N | 166.2° E | 17 公里 |
| G            | 4.5° N | 166.4° E | 29 公里 |
| N            | 3.3° N | 161.6° E | 25 公里 |
| Q            | 2.4° N | 158.8° E | 20 公里 |
| R            | 4.5° N | 159.8° E | 57 公里 |
| T            | 5.7° N | 160.4° E | 37 公里 |
| Y            | 9.1° N | 161.8° E | 32 公里 |

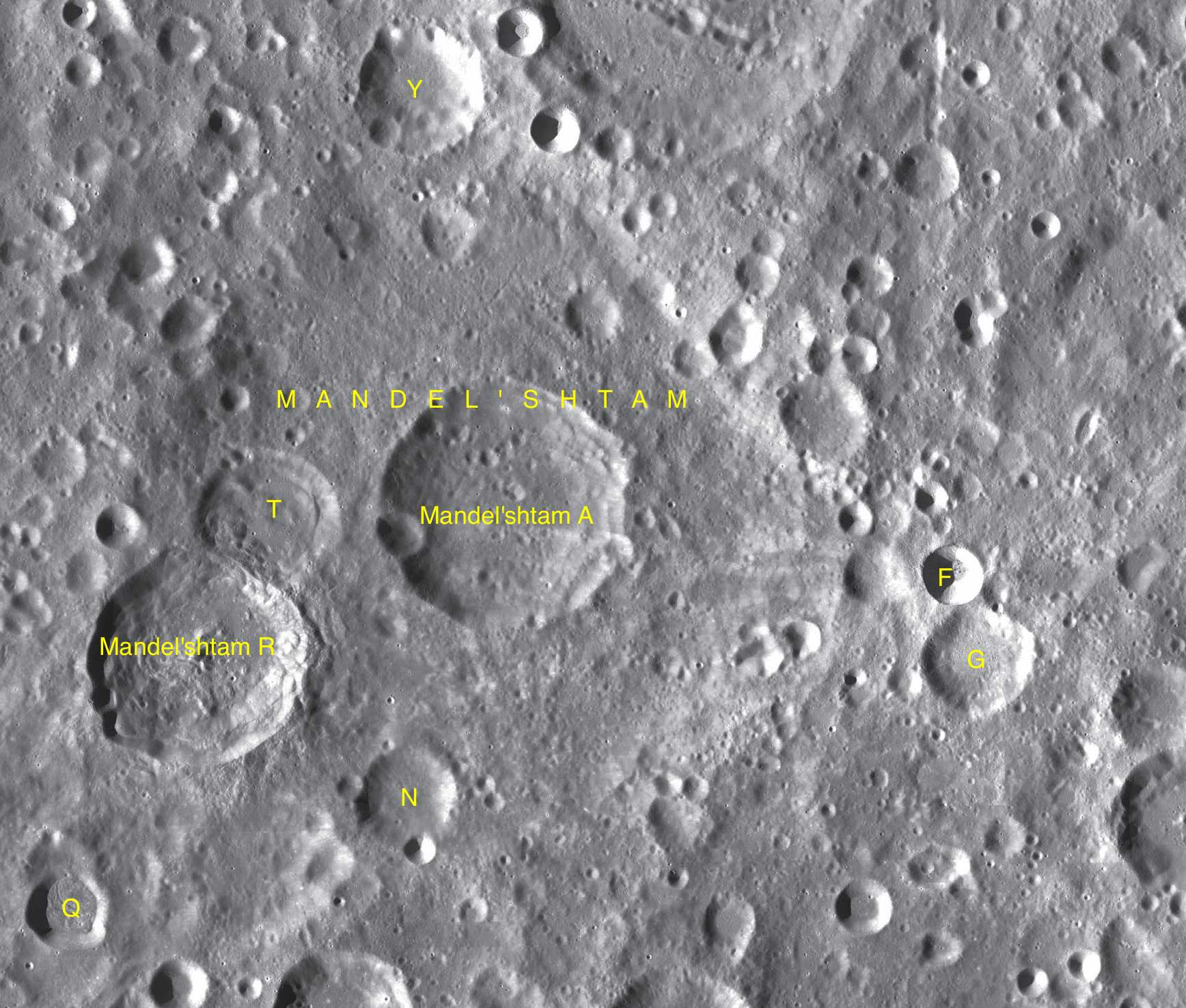
LAC-129 月面图。

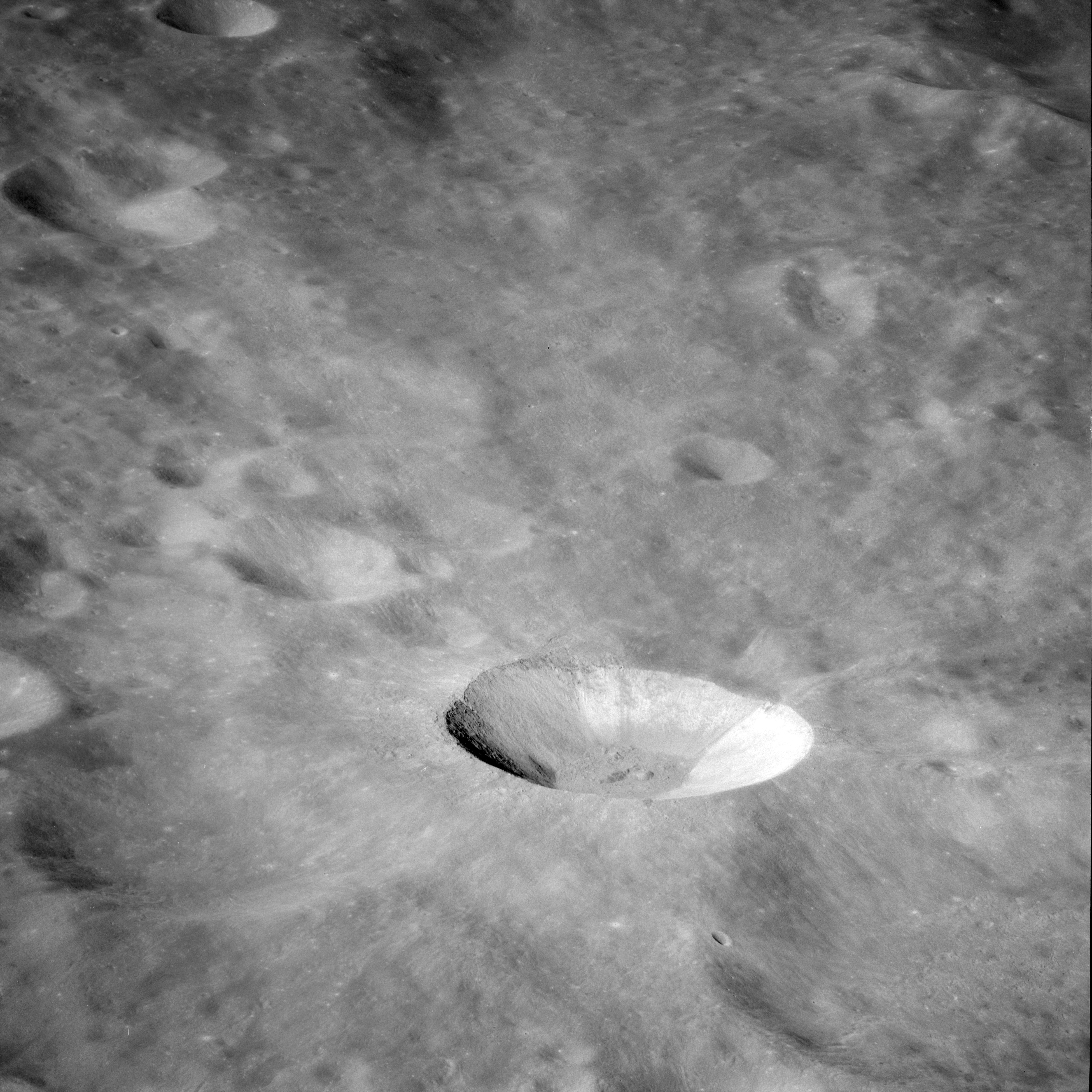
阿波罗16号拍摄的"曼德尔施塔姆F"坑，它位于曼德尔施塔姆环形山东侧并连接了更大，但并不显眼的"曼德尔施塔姆 G"坑。

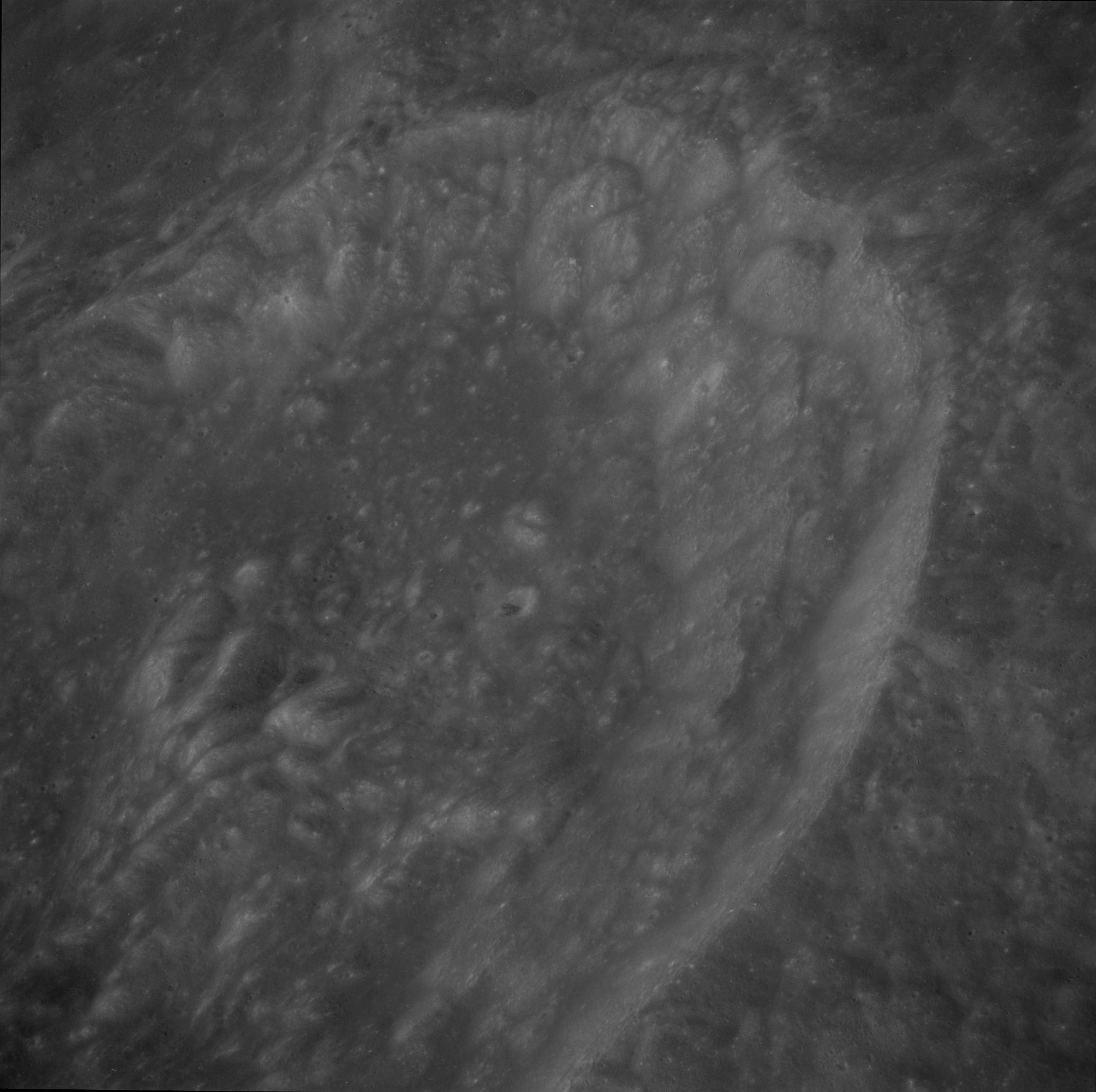
阿波罗10号拍摄的"曼德尔施塔姆R"坑斜视图。

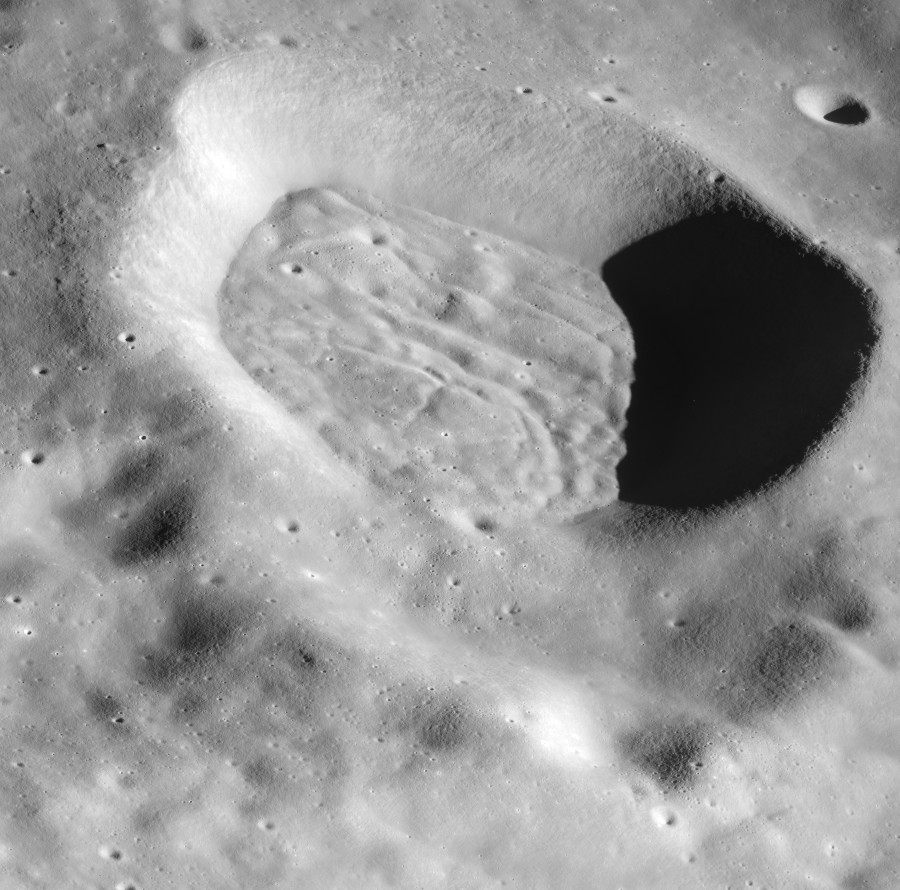
阿波罗16号拍摄的"曼德尔施塔姆Q"坑。该陨坑的地表呈突出的线型和沟槽状，但此结构柔和而不尖锐，完全位于陨石坑内。这种开裂的地表是远离月海盆地，位于高地上的各类陨坑的典型特征。

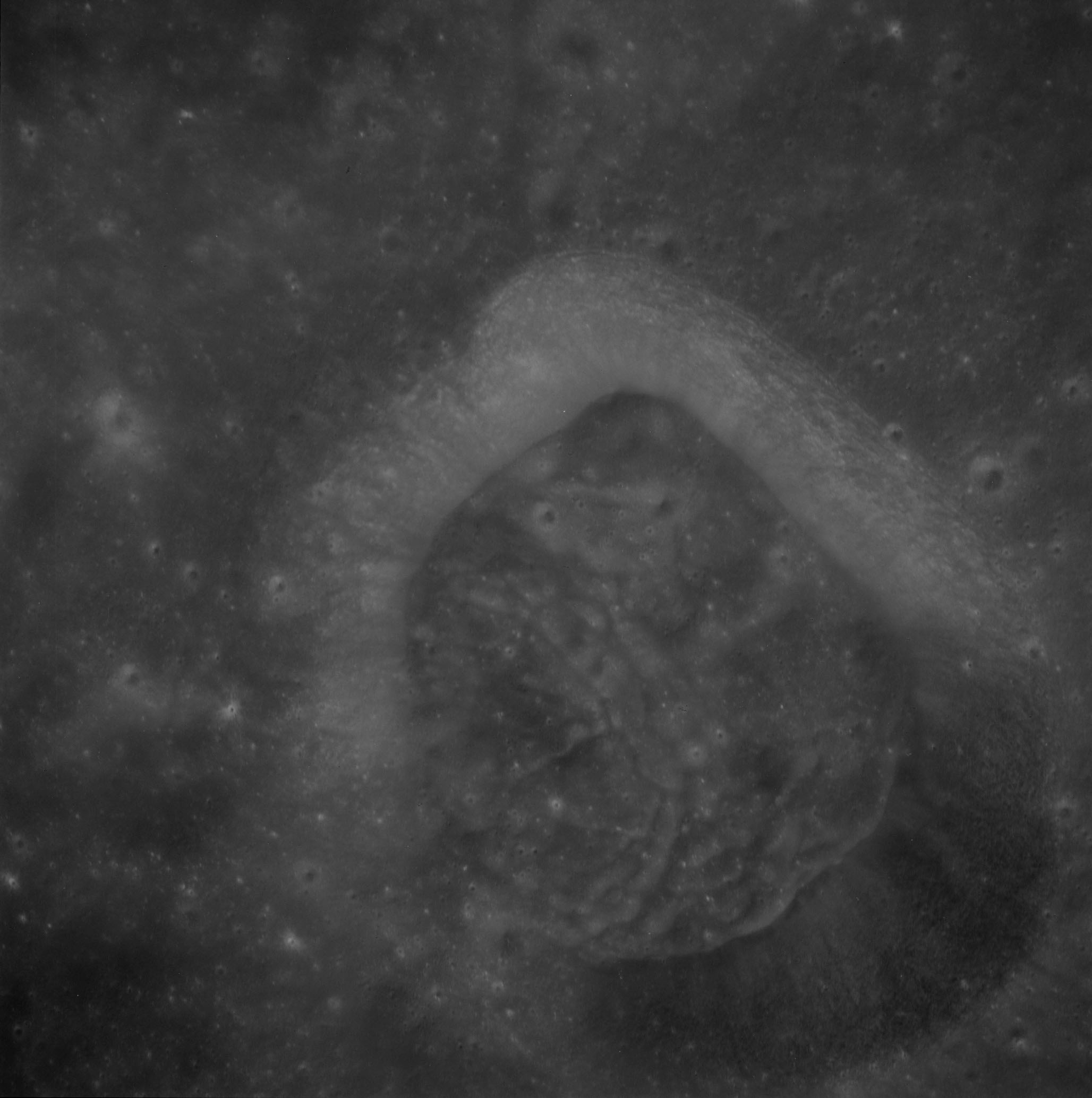
阿波罗10号拍摄的"曼德尔施塔姆Q"坑

- 卫星坑"曼德尔施塔姆 A"、"曼德尔施塔姆 T"和"曼德尔施塔姆 Y"形成于酒海纪[1]；
- 卫星坑"曼德尔施塔姆 R"形成于早雨海纪[1]。